# Альжанов, Серикбай Мубаракович
Серикбай Мубаракович Альжанов (каз. Әлжан Серікбай Мұбаракұлы) — казахский художник. Член Союза художников Казахстана. Пишет картины в жанрах натюрморта, портрета, сельского и городского пейзажа. Творчество художника посвящено культуре, быту и обычаям казахского народа.

## Биография
Родился 15 мая 1951 года в селе Акколь Северо-Казахстанская области.
В 1967 году окончил среднюю школу-интернат им. В. И. Ленина в городе Петропавловске.
В 1970 году поступил в Алматинское художественное училище им. Н. В. Гоголя, в 1975 году успешно окончил училище и остался там преподавать.
С 1976 года — активный участник республиканских, всесоюзных и международных художественных выставок. С 1986 года — член Союза художников СССР и Союза художников Республики Казахстан.
- В 2000 году поступил в Казахский национальный педагогический университет имени Абая (г. Алм-аты)[4].

С 2014 года является членом правления Союза художников РК. С 2015 года — председатель секции «Живопись» СХ Республики Казахстан.

## Награды
- Нагрудными знаками «Отличник образования Республики Казахстан» (2000 год),
- «Құрмет грамотасы» Министерства образования и науки РК (2008 год),
- «Ы.Алтынсарин» (2011 год),
- «Құрмет» Союза художников РК (2013),
- «Почетной грамотой» Министерства культуры и информации РК (2013),
- «Почетной грамотой» Союза художников РК, «Мәдениет қайраткері» Министрества культуры и спорта (2015 год),
- Указом от 5 декабря 2017 года награждён медалью «Ерен еңбегі үшін» (2017 год).